# Liberté chérie

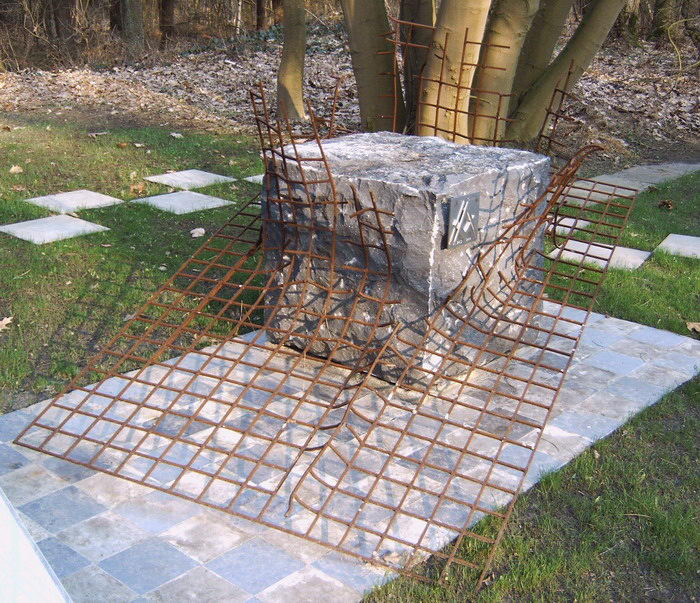
Denkmal auf der Begräbnisstätte in Esterwegen

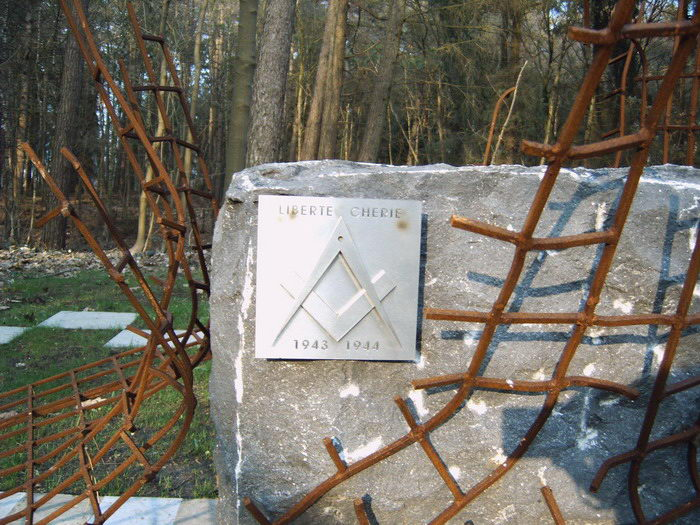
Nahaufnahme

Liberté Chérie (französisch „Geliebte Freiheit“) ist eine während des Zweiten Weltkriegs im Emslandlagers VII des Konzentrationslagers Esterwegen gegründete Freimaurerloge. Gründer waren in den Jahren 1943/44 in dem Lager inhaftierte Widerstandskämpfer aus Frankreich, Belgien und den Niederlanden. Von den acht Logenbrüdern überlebten zwei ihre Haftzeit.

## Die Loge
Einem Brief von Luc Somerhausen zufolge gründeten um den 15. November 1943 die sieben belgischen Widerstandskämpfer und Freimaurer Paul Hanson, Luc Somerhausen, Jean De Schrijver, Jean Sugg, Henri Story, Amédée Miclotte und Franz Rochat in der Baracke 6 für ausländische Nacht-und-Nebel-Gefangene des Emslandlagers VII (Esterwegen) die Freimaurerloge Liberté Chérie (Freiheit, Geliebte – der Name aus zwei Substantiven nach Logenbrauch, aus der sechsten Strophe der Marseillaise hergeleitet). Die Sieben wählten Paul Hanson zu ihrem Meister vom Stuhl. Danach initiierten die Sieben den Belgier Fernand Erauw. Die Brüder versammelten sich für ihre Logenarbeit in Baracke 6 um einen Tisch, der sonst zum Patronensortieren verwendet werden musste. Dabei standen jeweils katholische Priester Wache, damit die Freimaurer ihre Versammlungen abhalten konnten, und umgekehrt beschützten die Brüder Liberté Chéries die Katholiken, wenn diese heimlich ihre heilige Messe feierten.
Luc Somerhausen schildert Fernand Erauws Aufnahme zum Freimaurer:
„…eine ebenso einfache wie geheime Zeremonie, die darin bestand, den Profanen Fernand Erauw aufzunehmen, der vorgeschlagen worden war, sich den Gründern anzuschließen, und der dem Vorschlag zugestimmt hatte. Diese Zeremonie, zu deren Geheimhaltung man die Gemeinschaft der Priester um Hilfe gebeten hatte, die wiederum von uns Beistand bei ihren Gebeten erhielten, fand um einen der Essenstische herum nach einem sehr stark vereinfachten Ritual statt, dessen einzelne Bestandteile dem Neuaufgenommenen aber erklärt wurden und der fortan an der Arbeit der Loge teilnahm.“
Das Logenleben der acht Gefangenen war schwierig. Mehr als hundert Gefangene waren in Baracke Nr. 6 fast rund um die Uhr eingesperrt und durften diese nur für einen halbstündigen Spaziergang pro Tag unter Aufsicht verlassen. Tagsüber musste eine Hälfte des Lagers Patronen und Radioteile sortieren. Die Gefangenen der anderen Hälfte des Lagers wurden gezwungen, unter übelsten Bedingungen in den umliegenden Torfmooren zu arbeiten. Die Ernährung war so miserabel, dass die Gefangenen im Durchschnitt jeden Monat vier Kilogramm Körpergewicht verloren. Nach der ersten rituellen Versammlung mit Aufnahme des neuen Bruders Fernand Erauw wurden weitere Treffen thematisch vorbereitet. Eines war dem Symbol des Allmächtigen Baumeisters aller Welten gewidmet, ein anderes der Zukunft Belgiens, ein weiteres schließlich der Stellung der Frau in der Freimaurerei. Von den Mitgliedern überlebten nur Luc Somerhausen und Fernand Erauw die Haft. Daher stellte die Loge Liberté Chérie zum Beginn des Jahres 1944 ihre maurerische Arbeit ein.

### Liberté Chéries Brüder

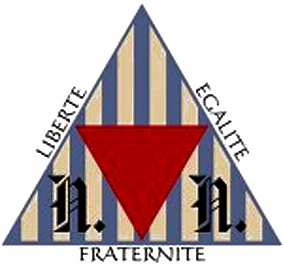
Symbol der Respectable Loge Liberté Chérie

Paul Hanson, Friedensrichter im Kanton Louveigné-Grivegnée südlich von Lüttich, wurde am 20. April 1942 von den Deutschen festgenommen und bald darauf vor Gericht gestellt. Zwei Monate vorher hatte er in einem Prozess der 1940 gegründeten CNAA, einer Kollaborationsvereinigung für soziale und wirtschaftliche Herrschaft der Nationalsozialisten, die Legalität abgesprochen und sie mit einer Geldbuße belegt. Das Urteil gegen Hanson wurde am 13. März 1942 in Louveigné verkündet und hatte einen gewaltigen Nachhall. Paul Hanson wurde zunächst in Saint-Léonard, dann in Aachen und Bochum und schließlich in Esterwegen inhaftiert. Paul Hanson hielt im Lager Esterwegen trotz des Ausgangsverbotes wiederholt heimlich Vorträge für die Gefangenen der verschiedenen Baracken.
Als die Stadt Essen, in die Hanson verlegt worden war, am 26. März 1944 von den Alliierten bombardiert wurde, starb der Inhaftierte in den Trümmern des Gefängnisses.
Am 13. März 1947 wurde zu Ehren des Richters Hanson im Gerichtshof von Louveigné eine Gedenkstele mit den wichtigsten Passagen aus seiner Urteilsverkündung vom 13. März 1942 errichtet. Sie sind von einem Akazienzweig eingerahmt, dem Hauptsymbol der Freimaurermeister.
Franz Rochat, Universitätsprofessor, Apotheker und Direktor eines bedeutenden pharmazeutischen Labors, wurde am 10. März 1908 in Saint-Gilles geboren. Er war Mitarbeiter der Untergrundpresse und des Widerstandsblattes „Stimme der Belgier“; er gehörte der Widerstandsbewegung „ARA“ und der Loge „Die Philanthropischen Freunde“ an. Franz Rochat wurde am 28. Februar 1942 festgenommen und in Saint-Gilles, später in Bochum inhaftiert.
Franz Rochat gelangte im April 1944 ins Zuchthaus Untermaßfeld und starb dort am 6. April 1945.
Jean Sugg, Pharmavertreter, wurde am 8. September 1897 in Gent geboren, er war deutschschweizerischer Herkunft. Er wirkte zusammen mit Franz Rochat bei der Verbreitung der Untergrundpresse, übersetzte für diese deutsche und schweizerische Texte und arbeitete mit an Untergrundblättern wie „La Libre Belgique“, „La Légion noire“, „Le Petit Belge“ und „L’Anti-Boche“. Er unterstützte abgestürzte Flieger und versorgte Leute, die sich der Zwangsarbeit entzogen, mit Geld und Verpflegungsmarken. Jean Sugg gehörte wie Franz Rochat zu den „Philanthropischen Freunden“. Jean Sugg wurde ins KZ Buchenwald verlegt und starb dort am 8. Februar 1945.
Amédée Miclotte, Studienrat der Oberschule in Forest/Vorst, wurde am 20. Dezember 1902 in Lahamaide geboren und gehörte mit Luc Somerhausen zur SGRA. Er war Bruder der Loge „Union et Progrè“. Am 29. Dezember 1942 wurde er verhaftet und in Saint-Gilles/Sint-Gillis, später in Essen inhaftiert. Amédée Miclotte wurde ins Konzentrationslager Groß-Rosen gebracht und am 8. Februar 1945 als vermisst gemeldet. Er wurde zuletzt im Lager-Krankensaal gesehen.
Jean De Schrijver, Oberst in der belgischen Armee und ab 1940 Kabinettschef des Verteidigungsministeriums, wurde am 23. August 1893 in Alost geboren. Er war Bruder der Loge „La Liberté“ in Gent. Am 2. September 1943 wurde er wegen Spionage und Waffenbesitzes festgenommen und saß in Löwen, Breendonk und Saint-Gilles ein. Oberst Jean De Schijver wurde zunächst nach Groß Rosen verbracht und starb im Februar 1945 im Zuchthaus Groß Strehlitz.
Henri Story, Industrieller und Schöffe von Gent, wurde am 27. November 1897 in dieser Stadt geboren, er war Bruder der dortigen Loge „Le Septentrion“. Er gehörte mehreren Widerstandsgruppen an: dem „Service Socrate“, dem „Service Zéro“ und dem „Service Luc“. Über ihn kam der Kontakt der Unabhängigkeitsfront mit London zustande. Er wurde am 22. Oktober 1943 ins Gefängnis von Gent eingeliefert und später nach Essen überführt. Henri Story wurde über Esterwegen nach Groß Strehlitz verbracht und starb am 5. Dezember 1944 im Konzentrationslager Groß-Rosen.
Luc Somerhausen, als Bruder des Politikers Marc Somerhausen am 26. August 1903 in Hoeylaert geboren, war Journalist und Berichterstatter beim Senat. Er diente im Widerstand beim Allgemeinen Nachrichtendienst, dem berühmten SGRA, einem konspirativen Vorgänger des Staatssicherheitsdienstes. Somerhausen wurde am 28. Mai 1943 in Brüssel festgenommen und in Saint-Gilles, später in Essen inhaftiert.
Er gehörte der Loge „ACSO III“ an und war Mitglied des Großorient von Belgien in der Funktion eines stellvertretenden Sekretärs.
Fernand Erauw, diplomierter Verwaltungswissenschaftler des Instituts Cooremans und Beisitzer am Rechnungshof, Reserveoffizier bei den Grenadieren und Mitglied der Geheimarmee, wurde am 29. Januar 1914 im Wemmel geboren. (Die Geheimarmee bestand aus aktiven Soldaten und Reservisten im Untergrund. Sie wurde von der belgischen Regierung in London als legal anerkannt und führte für die Alliierten verdeckte militärische Operationen durch.)
Fernand Erauw wurde am 4. August 1942 festgenommen, entging als Offizier den Folterungen durch die Deutschen und fand sich im Jahr 1943 nach einer Odyssee durch verschiedene belgische und deutsche Gefängnisse schließlich in Esterwegen wieder.

### Überlebende
Die Überlebenden Fernand Erauw und Luc Somerhausen begegneten sich 1944 wieder im KZ Sachsenhausen und blieben von da an unzertrennlich. Beide standen selbst die von Heinrich Himmler im Frühjahr 1945 veranlassten „Todesmärsche“ durch. Fernand Erauw, 1,84 m und vordem mit der Statur eines Athleten, wog am 21. Mai 1945 im Saint-Pierre-Krankenhaus in Brüssel noch 32 kg.
Im August 1945 sandte Luc Somerhausen dem Großmeister des Großorient von Belgien einen ausführlichen Bericht, in dem er die Geschichte der Loge „Liberté Chérie“ nachzeichnete. Dieser Bericht, für den Somerhausen eine Empfangsbestätigung zuging, gilt als verschollen.
Luc Somerhausen verstarb 1982 mit 79 Jahren, Fernand Erauw 83-jährig im Jahr 1997. Der letzte Überlebende, Franz Bridoux, hat die Geschichte der Loge nochmals in dem Belgischen Magazin Vif L'Express vom Februar 2014 in Erinnerung gebracht. Er starb am 14. Januar 2017 im Alter von 93 Jahren.

### Liberté Chérie-Denkmal
Das vom Architekten Jean De Salle geschaffene Denkmal für dieses Ereignis auf der Gedenkstätte der Emslandlager in Esterwegen („Begräbnisstätte Esterwegen“) besteht seit November 2004.
Der grob behauene, kubische, halb mannshohe Granitstein des Denkmals ist umgeben von aufgebogenem Baustahlgewebe, das Stacheldraht symbolisiert. Doppelt handtellergroß wurden links oben die freimaurerischen Hauptsymbole Winkelmaß und Zirkel angebracht. Das Monument steht auf einem – in freimaurerischer Redeweise – „musivischen Pflaster“ (Schachbrettmuster), dem Sinnbild für die Gegensätze des Lebens. Es wurde in Anwesenheit von sieben ausländischen Großmeistern und Großvertretern sowie von Hunderten von Freimaurer-Schwestern und Brüdern am 13. November 2004 in einer maurerischen Gedenkfeier enthüllt, Peter B. Dörfler sprach dabei für die deutschen Großlogen.

## Film
- Karin Ludwig, Michael Erler: Tempel, Logen, Rituale. Die Geheimnisse der Freimaurer. Deutschland 2008, 45 Min., Dokumentarfilm.

Der Film berichtet unter anderem von der Verfolgung der Freimaurerei, die ab 1936 massiv erfolgte. Erwähnt wird die Gründung der Freimaurer-Loge durch Häftlinge in einem deutschen Konzentrationslager. Deren Zusammenkünfte wurden durch katholische Mitgefangene geschützt.

## Literarische Bearbeitung
- Christian Jacq: Der Mönch und der Meister. Roman, ISBN 3-499-22430-5 (Fiktionale Behandlung des Themas)